# Hadjia Délou
Hadjia Délou (* 1938 in Rigal Sarkin Foulani, Guidimouni; † 9. Februar 2020 in Zinder; eigentlich Nana Aïchatou Garba) war eine nigrische Schauspielerin und Regisseurin. Sie war eine der populärsten Künstlerinnen Nigers.

## Leben
Nana Aïchatou Garba hatte acht Geschwister, davon waren sieben älter als sie. Ihr aus der Sprache Hausa stammender Spitzname Délou bedeutet „kleine Schwester von Brüdern“. Ihre Mutter starb, als sie noch klein war.
Sie wurde 1961 Mitarbeiterin der Radiostation von Zinder der staatlichen Rundfunkanstalt Office de Radiodiffusion et Télévision du Niger (ORTN). Dort arbeitete sie zunächst im Team einer Informationssendung. Der ORTN-Mitarbeiter Garba Sidikou initiierte die Aufzeichnung von Theaterstücken für den Hörfunk, in denen Hadjia Délou als Schauspielerin auftrat. Diese Sendereihe, L’heure du théâtre populaire („Die Stunde des Volkstheaters“), bestand aus Theaterstücken in den Nationalsprachen Hausa und Zarma und begann 1962. Sie wurde jeden Sonntag Nachmittag gesendet und war eine der meistgehörten des Landes. Neben der ORTN-Theatertruppe in Zinder, deren weiblicher Star Hadjia Délou war, entstand auch in der Hauptstadt Niamey eine ORTN-Truppe, zu deren bekanntesten Schauspielern Hima Adamou gehörte.
Mit dem Start eines regulären ORTN-Fernsehprogramms im Jahr 1979 wurde aus L’heure du théâtre populaire eine TV-Sendereihe, die jeden Sonntagabend zu sehen war. Am großen Erfolg des Formats war Hadjia Délou maßgeblich beteiligt. Sie wirkte auch als Regisseurin von gezeigten Stücken. Diese behandelten Themen mit alltäglicher Relevanz wie Ehe, Korruption, Kriminalität, Toleranz, Frieden und Entwicklungsfragen. Das erste im Fernsehen gezeigte Drama war Ragayar Dutsi. Weitere zentrale Theaterstücke mit Hadjia Délou waren Soko tournée (1979), Pike Karambana (1980), Kara da Kiyashi (1981) und Muguwar Sarakuwa (1989). Die Dramen von L’heure du théâtre populaire wurden auch außerhalb Nigers, in der Diaspora in Nigeria, der Elfenbeinküste und Ghana, gesehen.
Von besonderer Bedeutung für Hadjia Délou war das Theaterstück Kara da Kiyashi („Der Termiten-Stiel“), die Familiengeschichte einer mürrischen und habgierigen Frau. Die Schauspielerin erhielt selbst den Beinamen Kara da Kiyashi und organisierte in Zinder ein alljährliches Theater- und Humor-Festival dieses Namens. Ihr Gehalt beim ORTN erlaubte es ihr, ein finanziell unabhängiges Leben zu führen. Sie konnte eine Haddsch nach Mekka unternehmen und ein eigenes Haus kaufen. Im Jahr 2000 ging sie in den Ruhestand. Um nicht zu vereinsamen, begann sie in hohem Alter vor ihrer Haustüre mit Erdnüssen, Erdmandeln und Bonbons zu handeln. Anlässlich der 60-Jahr-Feiern der Republik Niger im Jahr 2018 ehrte sie Staatspräsident Mahamadou Issoufou mit dem Offizierskreuz des Ordens der akademischen Palmen.
Hadjia Délou war verheiratet und zuletzt einige Jahre lang verwitwet. Sie hatte keine eigenen Kinder und adoptierte mehrere ihrer Neffen und Nichten. Sie starb 2020 in ihrem Haus in Zinder und wurde auf dem Friedhof von N’Wala im Arrondissement Zinder IV bestattet.